# Dinoptera chrysomelina
Dinoptera chrysomelina es una especie de escarabajo longicornio del género Dinoptera, tribu Rhagiini, subfamilia Lepturinae. Fue descrita científicamente por Holzschuh en 2003.
La especie se mantiene activa durante los meses de mayo y junio.

## Descripción
Mide 6,6-7,3 milímetros de longitud.

## Distribución
Se distribuye por China.